# Dormant (menuiserie)
Pour les articles homonymes, voir Dormant.
Le dormant désigne l'ensemble des parties fixes d'une menuiserie qui porte les parties mobiles de la fermeture.
C'est le bâti d'une porte, d'une fenêtre, qui est arrêté dans la feuillure de la baie, et qui porte les battants ou vantaux qui y sont « ferrés ».
Le châssis dormant est celui d’un vitrage fixe, il ne s'ouvre pas.
On parle aussi de bâti dormant d'une armoire et d'un pont dormant, c'est-à-dire établi sur un fossé et qui est fixe, contrairement au pont-levis.

## Modes de fixation
Fixation de l'huisserie pour une porte dans la feuillure de l'embrasure de baie, sinon fixation de l'huisserie au sol et plafond avant la pose de la cloison intérieure. Fixation de l'huisserie pour une fenêtre au tableau dans la feuillure de l'embrasure de la baie.